# Туш, Фирмен
Фирмен Клод Александр Леон Туш (фр. Firmin Claude Alexandre Léon Touche; 25 июля 1875, Авиньон — 1957) — французский скрипач и музыкальный педагог.

## Биография
Окончил Парижскую консерваторию (1895). В 1898—1904 гг. играл в Оркестре концертного общества Парижской консерватории, затем солист оркестра Парижской оперы и Оркестра Колонна. Некоторое время играл вторую скрипку в квартете Мориса Айо, затем руководил собственным струнным квартетом, который, в числе прочего, исполнил премьеры Интродукции и аллегро Мориса Равеля Op. 46 (1907) и Квинтета Флорана Шмита Op. 51 (1909); одним из участников квартета был Морис Вьё. Выступал в дуэте с другим скрипачом Жаном тен Хаве и с пианисткой Бланш Сельва. В 1921 г. записал «Размышление» Жюля Массне и «Сицилиану и ригодон» Франсуа Франкёра в обработке Крейслера (партию фортепиано исполнял Ноэль Галлон).
С 1899 г. преподавал в Парижской консерватории. Среди его учеников — Раймон Галлуа-Монбрен, Эдуард Мелькус, Жан Лоран, Бенджамин Вуд  и др.
Кавалер Ордена Почётного легиона (1929).
Сын Фирмена Туша Жан Клод Туш (фр. Jean-Claude Touche; 1926—1944), ученик Марселя Дюпре и Мориса Дюрюфле, считался подававшим исключительные надежды органистом. Он был убит в боях за освобождение Парижа спустя несколько месяцев после окончания Парижской консерватории.